# Villiers-le-Sec, Haute-Marne
Villiers-le-Sec är en kommun i departementet Haute-Marne i regionen Grand Est (tidigare regionen Champagne-Ardenne) i nordöstra Frankrike. Kommunen ligger i kantonen Chaumont-Sud som tillhör arrondissementet Chaumont. År 2022 hade Villiers-le-Sec 739 invånare.

## Befolkningsutveckling
Antalet invånare i kommunen Villiers-le-Sec
| Referens: INSEE |